# Жагуаран (микрорегион)

Жагуаран на карте.

Жагуаран (порт. Microrregião de Jaguarão) — микрорегион в Бразилии, входит в штат Риу-Гранди-ду-Сул. Составная часть мезорегиона Юго-восток штата Риу-Гранди-ду-Сул. 
Население составляет 	53 154	 человека (на 2010 год). Площадь — 	6 322,225	 км². Плотность населения — 	8,41	 чел./км².

## Демография
Согласно сведениям, собранным в ходе переписи 2010 г. Национальным институтом географии и статистики (IBGE), население микрорегиона составляет:						
| Полное население                             | Полное население                             | Полное население                             | Полное население                             | 53 154 |
| -------------------------------------------- | -------------------------------------------- | -------------------------------------------- | -------------------------------------------- | ------ |
| в том числе:                                 | Городское население                          | 46 709                                       | Процент городского населения, %              | 87,87  |
|                                              | Сельское население                           | 6 445                                        | Процент сельского населения, %               | 12,13  |
|                                              | Мужское население                            | 26 245                                       | Процент мужского населения, %                | 49,38  |
|                                              | Женское население                            | 26 909                                       | Процент женского населения, %                | 50,62  |
| Плотность населения, чел/км²                 | Плотность населения, чел/км²                 | Плотность населения, чел/км²                 | Плотность населения, чел/км²                 | 8,41   |
| Население микрорегиона в % к населению штата | Население микрорегиона в % к населению штата | Население микрорегиона в % к населению штата | Население микрорегиона в % к населению штата | 0,50   |

## Статистика
- Валовой внутренний продукт на 2003 составляет 469 957 409,00 реалов (данные: Бразильский институт географии и статистики).
- Валовой внутренний продукт на душу населения на 2003 составляет 8115,95 реалов (данные: Бразильский институт географии и статистики).
- Индекс развития человеческого потенциала на 2000 составляет 0,761 (данные: Программа развития ООН).

## Состав микрорегиона
В составе микрорегиона включены следующие муниципалитеты:
1. Аррою-Гранди
2. Эрвал
3. Жагуаран